# Bonsai Barber
Bonsai Barber é um jogo eletrônico desenvolvido pela Zoonami para o WiiWare. O jogo foi lançado na América em 30 de março de 2009.

## Jogabilidade
No jogo os jogadores tomam o papel de um barbeiro que deve desenvolver um estilo de cortes em suas plantas, frutas e vegetais de acordo com a vontade de seus clientes. Utilizando o Wii Remote, o jogador deve utilizar ferramentas como tesouras, pentes, e sprays de cabelo para trabalhar nas determinadas missões dadas pelos clientes por dia, para conseguir a nota máxima de cinco estrelas.
O jogo ainda disponibiliza modos para serem desbloqueados e prêmios, podendo ainda enviar fotos de seus estilos criados para amigos pelo WiiConnect24.

## Recepção
A Nintendo Life presou a jogabilidade única e o estilo e personalidade do jogo, mas notou que limitar ao jogador cinco clientes por dia restringia na jogabilidade. A IGN elogiou o jogo pelos controles e natureza do jogo.

## Ligações Externas
- Ficha do jogo no WiiClube